# Фриформ
„Фриформ“ (на английски: Freeform) е американски кабелен телевизионен канал, собственост на Walt Disney Television, звено на Disney Media Networks, сегмент на The Walt Disney Company. Каналът е стартиран на 29 април 1977 г., той излъчва предимно програми, насочени към тийнейджъри и млади хора – с някои програми, насочени към младите жени – във възрастовия диапазон от 14 до 34 години, целева демографска група, определена от канала като „стани“. Програмирането му включва модерни синдицирани повторения и оригинални серии, игрални филми и оригинални филми, направени за телевизия.
От януари 2016 г. Freeform е на разположение на 92 милиона домакинства в САЩ. Президентът на Freeform докладва на председателя на ABC Television Studios и ABC Entertainment.